# Obergeis
Obergeis ist ein Ortsteil der Gemeinde Neuenstein  im osthessischen Landkreis Hersfeld-Rotenburg.

## Geographie

Blick auf Gewerbegebiet „Auf dem Koppelstück“ von Obergeis

Obergeis liegt im Geistal an der B 324 etwa 10 km von Bad Hersfeld entfernt. Innerhalb der Ortsteilgemarkung liegt der Hof Erzebach, der sich etwa 2,5 Kilometer südwestlich vom Ortskern im Tal des gleichnamigen Fließgewässers befindet.

## Geschichte

### Ortsgeschichte
Im Jahr 1142 wurde Obergeis mit der Nennung des Hersfelder Ministerialen „Dietrich von Geisaha“ erstmals erwähnt. Das Dorf selbst wird erstmals als „villula Geisa“ erwähnt und schon 1259 folgt die Nennung als „superior Geissa“. Der Ort wurde Amts- und Gerichtssitz des Amtes Geis, zu dem Ober-, Untergeis, Gittersdorf, Aua und Biedebach gehörten. Obergeis gehörte im Mittelalter zum geistlichen Fürstentum Hersfeld. 1367 gehörte dem Abt die „Bede uz der Geisa“, und 1394 wurde hier ein hersfeldischer Amtmann „Ynn der Geysa“ erwähnt. 1590 gab es Grenzstreitigkeiten mit den Herren von Wallenstein und 1673 mit den Freiherren Riedesel. Das Amt, und damit auch Obergeis, kam erst im Jahr 1648 an Hessen.
Die Kapelle in Geis wurde 1194 vom Abt des Klosters Hersfeld dem Hersfelder Tochterkloster Aua (später Kloster Blankenheim) übergeben. Die jetzige evangelische Pfarrkirche mit spätgotischem Ostturm (Fischblasen-Maßwerk) verweist in das 15. Jahrhundert. Das Taufbecken stammt aus dem 16. Jahrhundert.
Der Dreißigjährige Krieg war für das Dorf verheerend: Im Jahr 1610 gab es 160 Haushaltungen, 1639 nur noch 25.
Während der Zeit des napoleonischen Königreichs Westphalen (1807–1813) war Obergeis Hauptort des Kantons Obergeis und Sitz des Friedensgerichts.
Hessische Gebietsreform (1970–1977)
Zum 1. August 1972 wurde Obergeis im Zuge der Gebietsreform in Hessen kraft Landesgesetz in die 1971 neu gegründete Gemeinde Neuenstein als Ortsteil eingemeindet. Für die Ortsteile von Neuenstein wurde je ein Ortsbezirk mit Ortsbeirat und Ortsvorsteher nach der Hessischen Gemeindeordnung eingerichtet.

### Das Amt Obergeis
Zum Amt Obergeis gehörten 1610 beide Geis (= Ober- und Untergeis), Gittersdorf, Biedebach, Aua und Etzebach (= Erzebach). Laut Landau gehörte auch eine Hälfte von Allmershausen hinzu. Nach dem hessischen Stadt- und Dorfbuch von 1747 zählte auch Ellingshausen damals zum Amt. Von Anfang des 18. Jahrhunderts bis 1775 war die Burg Neuenstein Sitz des Amtmanns, danach Hersfeld.

### Verwaltungsgeschichte im Überblick
Die folgende Liste zeigt die Staaten und Verwaltungseinheiten, denen Obergeis angehört(e):
- 1567–1806: Heiliges Römisches Reich, Landgrafschaft Hessen-Kassel, Fürstentum Hersfeld, Amt Obergeis
- 1807–1813: Königreich Westphalen, Departement der Werra, Distrikt Hersfeld, Kanton Obergeis
- ab 1815: Kurfürstentum Hessen, Fürstentum Hersfeld, Amt Obergeis[9]
- ab 1821/22: Kurfürstentum Hessen, Provinz Fulda, Kreis Hersfeld[10][Anm. 2]
- ab 1848: Kurfürstentum Hessen, Bezirk Hersfeld
- ab 1851: Kurfürstentum Hessen, Provinz Fulda, Kreis Hersfeld
- ab 1867: Königreich Preußen, Provinz Hessen-Nassau, Regierungsbezirk Kassel, Landkreis Hersfeld
- ab 1871: Deutsches Reich, Königreich Preußen, Provinz Hessen-Nassau, Regierungsbezirk Kassel, Kreis Hersfeld
- ab 1918: Deutsches Reich, Freistaat Preußen, Provinz Hessen-Nassau, Regierungsbezirk Kassel, Kreis Hersfeld
- ab 1944: Deutsches Reich, Freistaat Preußen, Provinz Kurhessen, Landkreis Hersfeld
- ab 1945: Amerikanische Besatzungszone, Groß-Hessen, Regierungsbezirk Kassel, Landkreis Hersfeld
- ab 1946: Amerikanische Besatzungszone, Land Hessen, Regierungsbezirk Kassel, Landkreis Hersfeld
- ab 1949: Bundesrepublik Deutschland, Land Hessen, Regierungsbezirk Kassel, Landkreis Hersfeld
- ab 1972: Land Hessen, Regierungsbezirk Kassel, Landkreis Hersfeld-Rotenburg, Gemeinde Neuenstein[Anm. 3]

## Bevölkerung

### Einwohnerstruktur 2011
Nach den Erhebungen des Zensus 2011 lebten am Stichtag, dem 9. Mai 2011, in Obergeis 807 Einwohner. Darunter waren 9 (1,1 %) Ausländer.
Nach dem Lebensalter waren 141 Einwohner unter 18 Jahren, 324 zwischen 18 und 49, 183 zwischen 50 und 64 und 156 Einwohner waren älter. Die Einwohner lebten in 360 Haushalten. Davon waren 99 Singlehaushalte, 87 Paare ohne Kinder und 126 Paare mit Kindern, sowie 39 Alleinerziehende und 12 Wohngemeinschaften. In 60 Haushalten lebten ausschließlich Senioren und in 243 Haushaltungen lebten keine Senioren.

### Einwohnerentwicklung
| Obergeis: Einwohnerzahlen von 1834 bis 2020 | Obergeis: Einwohnerzahlen von 1834 bis 2020 | Obergeis: Einwohnerzahlen von 1834 bis 2020 | Obergeis: Einwohnerzahlen von 1834 bis 2020 | Obergeis: Einwohnerzahlen von 1834 bis 2020 |
| --- | ------------------------------------------- | ------------------------------------------- | ------------------------------------------- | ------------------------------------------- |
| Jahr |                                             |                                             |                                             | Einwohner                                   |
| 1834 | 1834                                        |                                             | 739                                         | 739                                         |
| 1840 | 1840                                        |                                             | 743                                         | 743                                         |
| 1846 | 1846                                        |                                             | 744                                         | 744                                         |
| 1852 | 1852                                        |                                             | 727                                         | 727                                         |
| 1858 | 1858                                        |                                             | 740                                         | 740                                         |
| 1864 | 1864                                        |                                             | 724                                         | 724                                         |
| 1871 | 1871                                        |                                             | 663                                         | 663                                         |
| 1875 | 1875                                        |                                             | 675                                         | 675                                         |
| 1885 | 1885                                        |                                             | 658                                         | 658                                         |
| 1895 | 1895                                        |                                             | 582                                         | 582                                         |
| 1905 | 1905                                        |                                             | 556                                         | 556                                         |
| 1910 | 1910                                        |                                             | 546                                         | 546                                         |
| 1925 | 1925                                        |                                             | 594                                         | 594                                         |
| 1939 | 1939                                        |                                             | 644                                         | 644                                         |
| 1946 | 1946                                        |                                             | 928                                         | 928                                         |
| 1950 | 1950                                        |                                             | 899                                         | 899                                         |
| 1956 | 1956                                        |                                             | 814                                         | 814                                         |
| 1961 | 1961                                        |                                             | 807                                         | 807                                         |
| 1967 | 1967                                        |                                             | 783                                         | 783                                         |
| 1970 | 1970                                        |                                             | 753                                         | 753                                         |
| 1980 | 1980                                        |                                             | ?                                           | ?                                           |
| 1990 | 1990                                        |                                             | ?                                           | ?                                           |
| 2000 | 2000                                        |                                             | ?                                           | ?                                           |
| 2011 | 2011                                        |                                             | 807                                         | 807                                         |
| 2020 | 2020                                        |                                             | 808                                         | 808                                         |
| Datenquelle: Historisches Gemeindeverzeichnis für Hessen: Die Bevölkerung der Gemeinden 1834 bis 1967. Wiesbaden: Hessisches Statistisches Landesamt, 1968. Weitere Quellen: LAGIS; Gemeinde Neuenstein; Zensus 2011 |                                             |                                             |                                             |                                             |

### Historische Religionszugehörigkeit
| • 1885: | 657 evangelische (= 99,85 %), ein katholischer (= 0,15 %) Einwohner |
| • 1961: | 740 evangelische (= 91,70 %), 64 katholische (= 7,93 %) Einwohner   |

## Politik
Für Obergeis besteht ein Ortsbezirk (Gebiete der ehemaligen Gemeinde Obergeis) mit Ortsbeirat und Ortsvorsteher nach der Hessischen Gemeindeordnung. Der Ortsbeirat besteht aus fünf Mitgliedern. Bei den Kommunalwahlen in Hessen 2021 betrug die Wahlbeteiligung zum Ortsbeirat 59,20 %. Alle Mitglieder gehören der „Bürgerliste Obergeis“ (BLO) an. Der Ortsbeirat wählte Lars Niebel zum Ortsvorsteher.
Bisherige Ortsvorsteher waren (chronologisch): August Spill, Dieter Häckel, Karl-Heinz Hemel, Stefan Schmidt und Heinrich Hemel.

## Regelmäßige Veranstaltungen
Traditionell findet am zweiten Juli-Wochenende das Brunnenfest des Heimat- und Trachtenvereins am Brunnenplatz mit seinen malerischen Fachwerkfassaden statt. Eine Spezialität ist dabei das „Ewergeeser Dückfett mit Pellkardüffeln“.
Am letzten Wochenende im Oktober beginnt seit über 100 Jahren die Obergeiser Kirmes der Kirmesburschen und -mädchen.

## Sehenswürdigkeiten
Für die unter Denkmalschutz stehenden Kulturdenkmale des Ortes siehe die Liste der Kulturdenkmäler in Obergeis.

## Wirtschaft und Infrastruktur

### Unternehmen
Noch innerhalb der Gemarkungsgrenze von Obergeis befindet sich nördlich vom Ortskern das Firmengelände der Firma General Logistics Systems. Zwischen dieser Firma und dem Ortskern befindet sich das Gewerbegebiet „Auf dem Koppelstück“.

### Verkehr

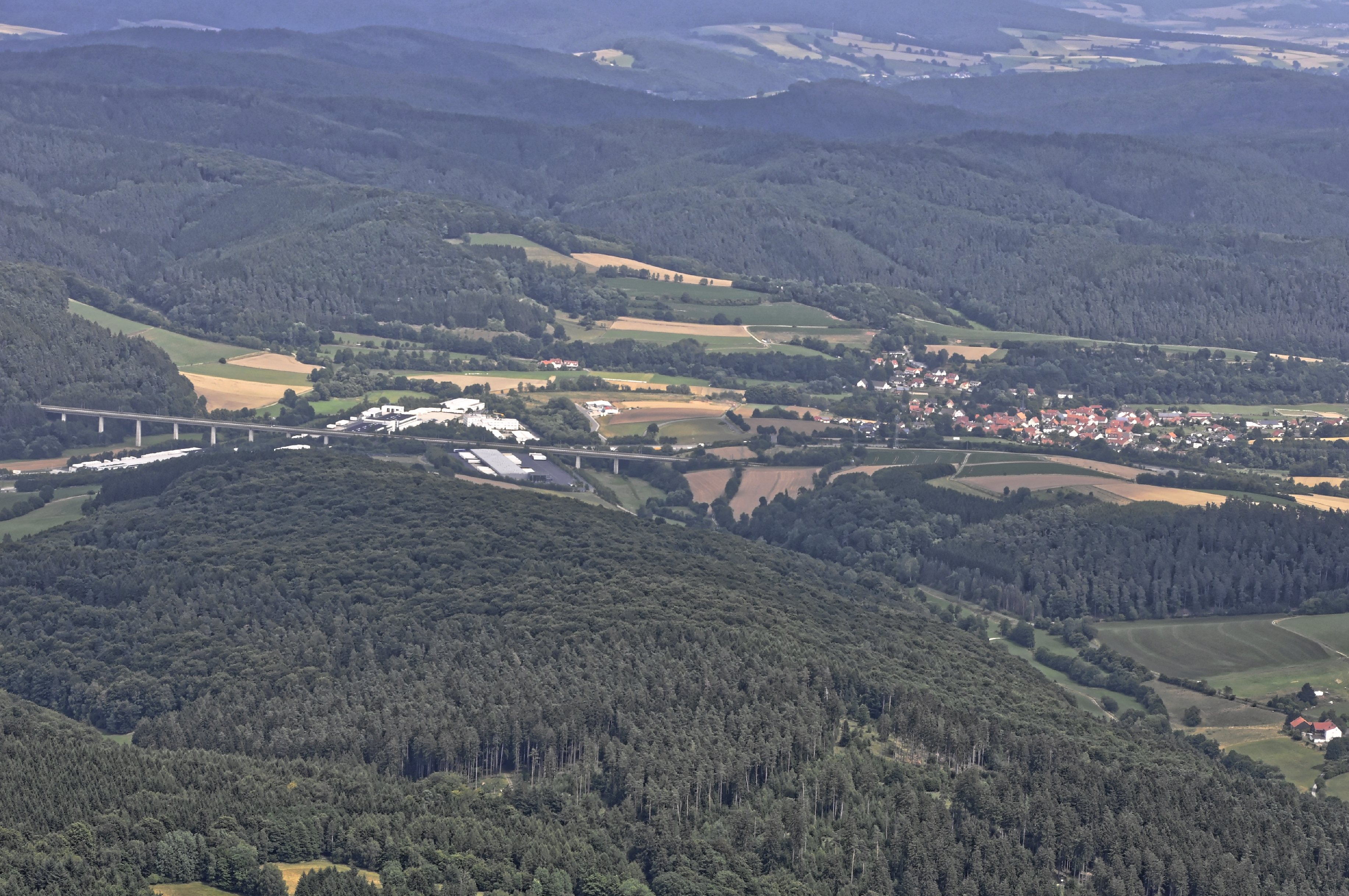
Obergeis aus der Luft, im Vordergrund die A7-Brücke

Der öffentliche Personennahverkehr erfolgt durch die RKH Bus GmbH mit der Linie 370.